# Sonnenberg (Brandenburgia)

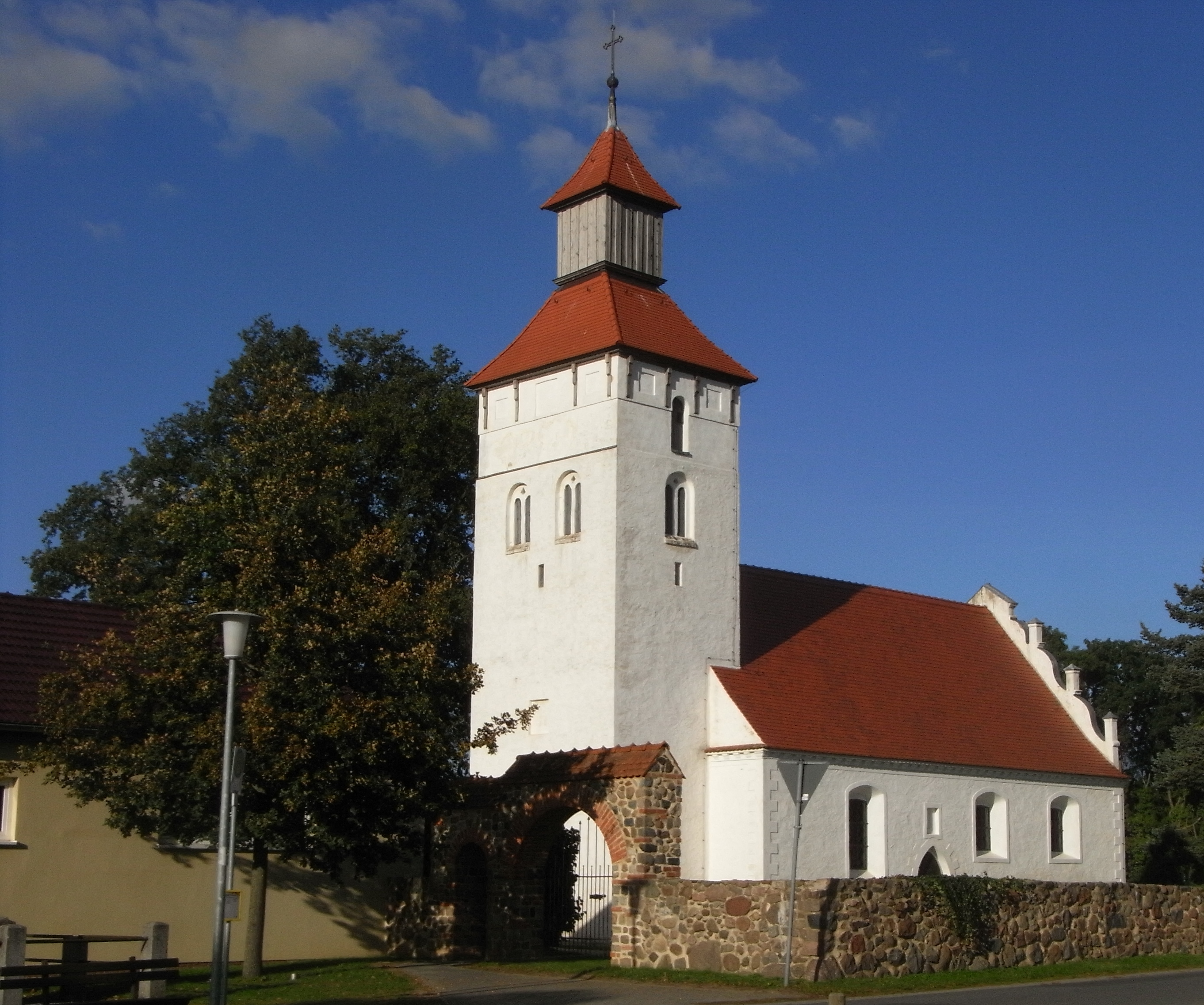

Sonnenberg – gmina w Niemczech w kraju związkowym Brandenburgia, w powiecie Oberhavel, wchodzi w skład urzędu Gransee und Gemeinden.